# Изкуствен живот
Изкуственият живот (на английски: a-life, от artificial life) е изучаването на живота, живите системи и тяхната еволюция с помощта на създадени от човека модели и устройства. Тази научна област изучава механизмите на процесите, присъщи на всички живи системи, без значение на тяхната природа. Макар и терминът да се прилага най-често към компютърното моделиране на жизнените процеси, той подхожда и за изучаването на „живота в епруветка“ (на английски: wet alife), изучаването на изкуствено създадени белтъчни и други молекули. Моделите на живи организми позволяват да се провеждат експерименти, невъзможни в естествена среда (например сравнение на теорията на Ламарк с теорията за естествения отбор). Те играят важна роля при проектирането и създаването на биологични системи с предварително зададени свойства и функции – синтетична биология.
Според някои пример за изкуствен живот са дигиталните организми, които изграждат дигитални механизми под формата на компютърни програми. Те се копират в паметта на компютъра (размножаване), модифицират се (развитие), което предполага конкуренция и отбор, поправят се сами и дават идеи за по-добро функциониране.